# احمد زیرک‌زاده
احمد زیرک‌زاده (۱۵ اسفند ۱۲۸۶ تهران – ۳ شهریور ۱۳۷۲ تهران) فعال سیاسی، نماینده مجلس و از بنیانگذاران جبهه ملی ایران و حزب ایران بود. 

## سال‌های آغازین زندگی
زیرک‌زاده در ۱۵ اسفند ۱۲۸۶ در تهران چشم به دیده جهان گشود. پدرش (میرزا زیرک) یکی از روحانیون روشن فکر زمان خود بود و در یکی از سفرهای خارجی اش با یکی از خان‌های بختیاری به نام سپه خان آشنا شد. سپه خان میرزا زیرک را با خود به تهران برد و در آنجا احمد به دنیا آمد. بعدها خانواده زیرک زاده به شهرکرد که در آن زمان دهکرد نامیده می‌شد مهاجرت کردند.
پس از انقلاب مشروطه عده‌ای از خان‌ها بختیاری تصمیم گرفتند که پسرانشان را برای ادامه تحصیل و دیدن فرهنگ غربی به فرانسه بفرستند و میرزا زیرک را به دلیل آشنایی به زبان فرانسه و به عنوان بزرگ‌تر همراه آن‌ها فرستادند. میرزا نیز پسر بزرگش غلامحسین را همراه خود برد. پس از آنکه غلامحسین از فرانسه بازگشت درباه مفاهیمی چون دموکراسی و ناسیونالیسم که در غرب دیده بود با احمد صحبت کرد و این ایده‌ها و عقاید تأثیر عمیقی را در آینده زندگی سیاسی احمد بر جای نهاد
. «دکتر غلامحسین زیرک‌زاده» استاد دانشگاه و مترجم کتاب‌های «قرارداد اجتماعی» و «امیل» اثر ژان ژاک روسو پس از کودتای ۲۸ مرداد براثر ناامیدی ناشی از رجعت استعمارگران و برقراری دیکتاتوری خودکشی کرد.

## تحصیلات
زیرک زاده تحصیلات ابتدایی خود را در مدرسه بختیاری شهرکرد گذراند و در سال ۱۳۰۴ به تهران و مدرسه دارالفنون آمد و یک سال بعد موفق به گذراندن آزمون اعزام به خارج وزارت جنگ شد. وی برای ادامه تحصیل در رشته مهندسی دریا به دانشگاه پلی تکنیک پاریس رفت و در آنجا با دنیایی جدید و کاملاً متفاوت با ایران مواجه گردید.

## زندگی سیاسی
پس از بازگشت به ایران در سال ۱۳۱۴ او می‌بایست به جهت بورسیه‌ای که گرفته بود برای نیروی دریایی کار می‌کرد بنابراین ابتدا به خرمشهر و سپس در سال ۱۳۲۰ به وزارت راه انزلی منتقل شد. پس از بازگشت از فرانسه او به قول خودش فکر می‌کرد که «باید چیزی را عوض کنم» لذا پس از اعتصاب مهندسین و واقعه بیست شهریور به تهران آمد و به عنوان عضو هیئت مرکزی کانون مهندسین انتخاب شد و فعالیت سیاسی خود را با فریور، مهدی بازرگان، کاظم حسیبی، بهنیا و عده‌ای دیگر از دانش آموختگان فنی آغاز کرد.
بعد از مدتی زیرک‌زاده، فریور، شفق، عبدالله معظمی، نظام الدین موحد، کریم سنجابی، رضوی و چند تن دیگر حزب ایران را با انتخابات مجلس چهاردهم در اردیبهشت ۱۳۲۳ پایه‌گذاری کردند که حزبی بر مبنای استقلال‌گرایی و توسعه عدالت اجتماعی از مهم‌ترین ستون‌های جبهه ملی ایران بود و زیرک زاده به عنوان دبیرکل حزب انتخاب شد. اولین روزنامه حزب، «شفق» با مدیریت شمس‌الدین جزایری بود و سپس دومین روزنامه با نام «جبهه» و با مدیریت زیرک‌زاده منتشر گردید.
در سال ۱۳۲۴ حزب ایران با حزب توده ائتلاف کرد که این همراهی با مخالفت‌های زیادی روبرو شد و سرانجام پس از یک سال خاتمه یافت.
پس از انتخاب محمد مصدق به عنوان نخست‌وزیر در سال ۱۳۳۰ زیرک‌زاده به عنوان معاون وزارت اقتصاد ملی (بازرگانی و صنایع و معادن) برگزیده شد و در سال ۱۳۳۱ در انتخابات مجلس هفدهم نام او به همراه یازده نفر دیگر در لیست جبهه ملی ایران قرار گرفت و به عنوان نماینده مردم تهران به مجلس راه یافت و در آنجا به فعالیت خود در حمایت از دولت محمد مصدق، به همراه کاظم حسیبی، حسین فاطمی، کریم سنجابی، اصغر پارسا و دیگر اعضای جبهه ملی ایران ادامه داد

## کودتای ۲۸ مرداد ۱۳۳۲ و پس از آن
زیرک‌زاده در جریان کودتای بیست و پنج مرداد با مهندس جهانگیر حق‌شناس توسط سربازان گارد جاویدان بازداشت و کمی بعد با شکست کودتا آزاد شد. در کودتای بیست و هشت مرداد به همراه حسین فاطمی، علی شایگان، غلامحسین صدیقی، حسیبی، کریم سنجابی و چند تن دیگر از اعضای هیئت دولت در منزل مصدق حضور داشت و زمانی که سعی می‌کرد از آنجا به منزل همسایه بگریزد آسیبی جدی به پایش وارد شد.
پس از کودتا او به مدت دو سال و نیم مخفی شد و سپس خود را به شهربانی معرفی کرد و به مدت پنج ماه زندانی شد. بعد از آزادی وی بیشتر به کارهای شخصی می‌پرداخت. وی در سال ۱۳۳۶ مجدداً بازداشت گردید.
زیرک‌زاده به عضویت جبهه ملی دوم نیز درآمد. اما در این جبهه چندان به فعالیت نپرداخت. چنانچه خودش می‌گوید دیگر آن حرارت قبل را نداشته‌است زیرا وی در جوانی فکر می‌کرد که ممالک غربی به کمک ایران در جهت پیشرفت خواهند آمد اما پس از کودتا به او ثابت شد که آن‌ها تنها به فکر منافع ملی خویش هستند و چنانچه پیشرفت ایران به ضرر منافع ملی‌شان باشد حتی جلوی آن خواهند ایستاد و بدین گونه او از پیشرفت مبارزات مأیوس شده بود. زیرک‌زاده در سال ۱۳۵۹ یعنی یک سال پس از پیروزی انقلاب اسلامی به آمریکا رفت و پیش از بازگشت مجددش به ایران سال‌ها در آنجا به‌سر برد.
او پیش از مرگش وصیت کرد که از اموالش موسسه‌ای علمی در ایران تشکیل شود که در حال حاضر به نام بنیاد علمی زیرک‌زاده در تهران در فرهنگسرای بهمن و خاوران به فعالیت می‌پردازد. در شهرکرد دبستانی به نام زیرک‌زاده وجود دارد که آدرس آن چهار راه فصیحی کوچه دکتر حسینی روبروی مطب سابق دکتر حسینی است.

## درگذشت
در ۳ شهریور سال ۱۳۷۲ در سن ۸۶ سالگی در تهران درگذشت و در بهشت زهرای تهران آرامگاه شماره ۴۱ به خاک سپرده شد.

## عقاید و افکار

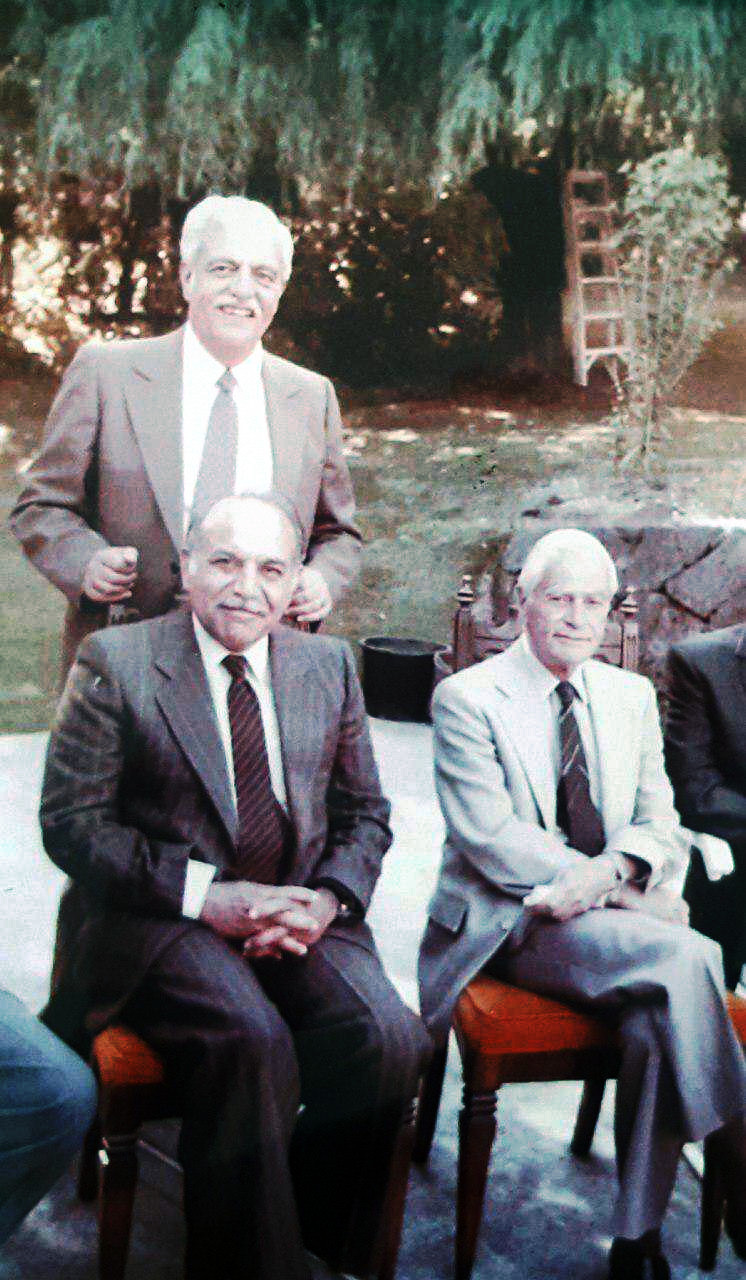
مهندس موحد و مهندس احمد زیرک‌زاده

از کتاب پرسش‌های بی پاسخ در سال‌های استثنائی:
اگر رژیم دموکراتیک است، یعنی اگر قدرت متعلق به ملت بوده و خود ملت آن را در اختیار قوه مجریه گذارده‌است طبیعی‌ترین وسیله همان مراقبت دائم ملت است. آن که قدرت می‌بخشد اگر می‌خواهد مطابق منافعش عمل شود باید خود مراقب باشد. حکومت دموکراتیک به معنای حقیقی فقط در بین ملت‌هایی حکم‌فرماست که قوه مجریه را دائماً تحت کنترل و مراقبت خود دارند. آنجا که چنین مراقبتی نیست، آنجا حکومت دموکراتیک نمی‌تواند وجود داشته باشد… اگر عمل مراقبت از طرف ملت انجام نگیرد، مجلس به طرف قطب جذاب کشیده می‌شود و بزودی خود یکی از ابزار استبداد قوه مجریه می‌گردد… مراقبت دائمی افراد ملت فقط از راه حزب میسر است… حزب است که تشکیلات دائم آن در گوشه و کنار مملکت همیشه مشغول کار است و مردم در حوزه‌های حزبی مراقبت دائمی خود را عملی می‌سازند و از راه سلسله مراتب این مراقبت به مجلس کشیده شده و در آنجا عمل می‌کند. دموکراسی بدون حزب یک اسکلت بی‌جان است و اگر به وضع مملکت خود ما توجه نمائید، می‌فهمید چرا تمام ظواهر و تشکیلات دموکراتیک موجود است جز آنچه که به دموکراسی حقیقت می‌بخشد. … آن که دموکراسی می‌خواهد باید رنج تشکل و تحزب را قبول کند. (ص ۳۷۸)
آنچه رژیم استبدادی را از رژیم دموکراتیک متمایز می‌سازد، «وضعیت» قدرت قوه مجریه است. در حکومت استبدادی قوه مجریه قدرت را متعلق به خود می‌داند (حتی در بعضی موارد ملت را متعلق به خود می‌داند) و آن را صرف انجام تمایلات، آرزوها و منافع خود می‌نماید. در حکومت دموکراسی قدرت متعلق به ملت است، از ملت برخاسته و با اراده ملت در اختیار قوه مجریه گذارده شده تا صرف انجام تمایلات، آرزوها و منافع ملت گردد. (ص ۳۷۷)
احساسات مردم وقتی می‌تواند یک نیروی مؤثر باشد که به وسیله احزاب تشکل یافته، افراد در یک چارچوب محکم مرامی به هم پیوسته و حرکتشان در یک زمان و با هم انجام بگیرد و به واسطه تبلیغات هیجان‌ها دوام پیدا کند. … (کمی تجربه، جاه طلبی و گاهی فساد) همواره یک نوع بدبینی «مزمن» نسبت به حزب وجود دارد که بیشتر از خوی تک‌روی و پرورش خودمحوری ما ایرانیان سرچشمه می‌گیرد. این بدبینی تا به امروز مانع شده‌است که حزب بزرگی برای مدت طولانی به وجود آید…

## بنیاد علمی زیرک‌زاده
بنیاد علمی زیرک‌زاده یک مؤسسهٔ غیردولتی و غیرانتفاعی است که از سال ۱۳۷۲ برای ترویج علم و فناوری در میان مردم ایران تأسیس شده‌است.
بنیان‌گذار این بنیاد مهندس احمد زیرک‌زاده بود. مهندس زیرک‌زاده، پیش از مرگ خود در سال ۱۳۷۲، با فروش تنها دارایی‌اش، که خانه‌ای در شمال تهران بود، سرمایهٔ اولیهٔ این بنیاد را تأمین کرد. همچنین، وی اعضای هیئت امنای بنیاد را تعیین کرد.
بنیاد از همان سالِ تأسیس، با برپایی دو کاوشکده در فرهنگسرای بهمن و فرهنگسرای خاوران کار خود را آغاز کرد. پس از آن، بنیاد در تأسیس کاوشکده‌های دیگری در تهران و شهرستان‌های دیگر همکاری کرد.
این بنیاد در سال ۱۳۷۹ برندهٔ جایزهٔ ترویج علم در ایران شد.